# Lipovci
Lipovci (mađarski: Hársliget, prekomurski: Lipouvci), naselje u slovenskoj Općini Beltincu. Lipovci se nalazi u pokrajini Prekmurju i statističkoj regiji Pomurju. 

## Stanovništvo
Prema popisu stanovništva iz 2002. godine naselje je imalo 1.047 stanovnika.